# Draga Mašin
Draga Mašin (cuyo apellido de soltera era Lunjevica; 11 de septiembrejul./ 23 de septiembre de 1864greg. - 29 de mayojul./ 11 de junio de 1903greg.), también conocida como la Reina Draga, fue la esposa y consorte de Alejandro I de Serbia. Antes de su matrimonio había sido dama de compañía de su futura suegra, la reina Natalija Obrenović. Murió asesinada junto a su marido en el palacio real en el golpe de Estado de junio de 1903 que llevó a un cambio de dinastía y de gobierno.

## Juventud y primer matrimonio
Draga era la cuarta hija de Pantelija Milićević Lunjevica, prefecto del distrito de Aranđelovac y de Anđelija Koljević. Fue nieta de un antiguo compañero del rey Miloš I de Serbia, al que se dio un pasado militar ficticio cuando Draga estaba a punto de casarse con el rey Alejandro. Su padre falleció en un asilo para dementes y su madre era dipsomaniaca.
Su abuela paterna fue Đurđija Čarapić.
Sus hermanos fueron: los varones, Nikola (Nicolás) y Nikodije (Nicodemo), y las mujeres, Hristina (Cristina), Đina, Ana y Vojka. Draga hacía el número seis, solo por delante de su hermana Vojka.
A los nueve años, Draga fue enviada a la escuela en Belgrado, donde completó su educación escolar. Luego asistió al "Instituto Cermanka" o "Instituto de la Mujer". Allí aprendió varios idiomas extranjeros, incluidos ruso, francés y alemán. Durante su estancia en Belgrado, Draga comenzó a escribir novelas y cuentos y a traducir libros por dinero. A pesar de que el padre se preocupaba mucho por ella, ella comenzó a ganarse la vida siendo una niña muy joven. Incluso publicó algunas historias interesantes para revistas extranjeras. Le gustaba leer y especialmente le gustaba leer a Stendhal.
Cuando se casó con el rey Alejandro, ya era viuda del ingeniero civil Svetozar Mašin (1851-1886), de origen checo, con el que se había casado en 1883, y era además 12 años mayor que su marido. Su primer matrimonio apenas duró tres años, muriendo su esposo probablemente de delirium tremens. No tuvo hijos, lo que sus detractores utilizaron como supuesta prueba de su infertilidad.

## Acercamiento a la corte
Viuda con recursos muy limitados, sus orígenes, su belleza e ingenio hicieron que se ganase el interés de la reina Natalia y que esta le proporcionase una mejor educación. Comenzó a frecuentar a la alta sociedad de la capital, apadrinada por la soberana. Desde el comienzo empezaron a difundirse rumores sobre su vida escandalosa. El rey Milan se mostró pronto hostil a la recién llegada, como a todas las protegidas de su esposa.
En 1890 la reina Natalia se estableció en su nueva villa de "Sashino" en Biarritz, Francia, llevando con ella a Draga como dama de compañía.

## Draga y Alejandro

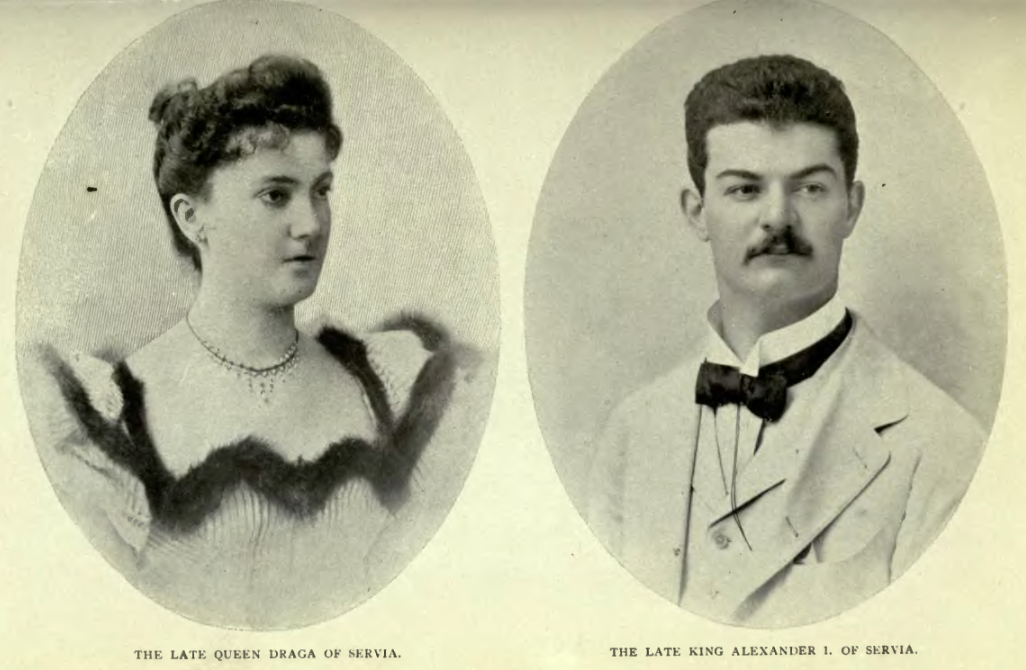
Alejandro y Draga.

Alejandro conoció a Draga en una visita a su madre en 1897, enamorándose de ella. Tras cartearse durante 3 años, la reina descubrió una de las misivas, expulsando inmediatamente a Draga de su residencia. Draga se mudó entonces a Belgrado, convirtiéndose en la amante del rey, instalándose en una pequeña residencia cercana al Palacio Antiguo. La relación, aunque oficiosa, era conocida públicamente.
El 8 de juliojul./ 21 de julio de 1900greg., ante la decisión del rey de casarse con Draga, el gobierno dimitió en pleno como gesto de oposición al matrimonio. El gobierno había tratado en vano de hacer regresar al padre de Alejandro, el exrey Milan, por entonces en Carlsbad para que impidiese el casamiento. Milan dimitió como comandante en jefe del Ejército, también en protesta por los planes matrimoniales del rey. En general la mala reputación de Draga, el ser mayor que el rey, su supuesta esterilidad y su anterior matrimonio fueron las causas principales de la oposición al matrimonio entre ella y el rey en Serbia.
El gobierno trató de exiliar a Draga antes del anuncio del compromiso oficial, pero fracasó. El anuncio causó gran sensación en el país y consternación entre los partidarios de la dinastía Obrenović, que lo consideraban un error fatal. Los diversos intentos de convencer al rey para que desistiese de su propósito fracasaron. Sólo el oportuno apoyo del zar, que aprobó el compromiso, rebajó temporalmente la tensión en el país.
Cuando Alejandro anunció su compromiso, la opinión pública se volvió en su contra. Se le veía como un joven totalmente seducido por una mujer mucho mayor que él. La reina madre Natalija se opuso frontalmente a aquel matrimonio, y por ese motivo no regresó nunca a Serbia. El cuerpo de oficiales se mostró especialmente opuesto a la boda. La "alta sociedad" de la capital también se oponía a que Draga se convirtiese en reina.

## Reinado
Alejandro y Draga se casaron el 23 de juliojul./ 5 de agosto de 1900greg. en la catedral de San Miguel. Tras la boda el rey puso en marcha una campaña contra sus adversarios y un intento de mejorar la imagen pública de la reina. Trató de crear un culto estatal hacia la reina, cuyo nombre se dio a regimientos, escuelas y pueblos. Sus hermanos se encontraban continuamente en la corte y participaban en los actos oficiales. Su cumpleaños se proclamó fiesta nacional.
Muchas personas juzgaron que gran parte de los errores del rey Alejandro se debían a la nefasta influencia de su esposa, que controlaba la actividad de su esposo. La reina interfería en las tareas de Estado y favorecía a sus partidarios.
El ejército fue purgado de los partidarios del exrey Milan, pero esto no aseguró el respaldo a los monarcas, que siguieron temiendo un golpe de mano del padre de Alejandro. A pesar de la censura y de la vigilancia policial contra las críticas a los soberanos, estas continuaron. Por orden de Alejandro las críticas públicas a la familia real pasaron a considerarse delitos de traición.
El rey trató que la reina fuese recibida en una corte extranjera, para aumentar su prestigio, en vano. Sus actividades para mejorar su imagen tuvieron un éxito moderado, pero el Ejército seguía siendo hostil a la soberana.
Otro golpe para el prestigio de la reina fue el escándalo sobre su embarazo, anunciado oficialmente el 25 de agostojul./ 7 de septiembre de 1900greg., en parte para contrarrestar los rumores de infertilidad de la reina. El rey confesaba además indirectamente sus relaciones prematrimoniales con Draga. En abril de 1901, ante las sospechas de la exreina Natalia y del gobierno ruso, unos doctores rusos examinaron a la reina, que resultó no estar embarazada, sino tener un tumor. Aparentemente la reina había fingido su embarazo, táctica que empleó en diversas ocasiones.
El escándalo sobre el falso embarazo trajo consigo la cuestión sucesoria. El gobierno ruso fue el primero en plantear el problema de quién sucedería a Alejandro. Hubo incluso rumores de que Alejandro nombraría heredero al trono a uno de sus cuñados, hermanos de la reina Draga, bien a Nicolás o bien a Nicodemo. Alejandro hubo de negar públicamente los persistentes rumores.
Tras las manifestaciones reprimidas de marzo de 1903 y la intención de purgar el Ejército de opositores, los conspiradores, que tramaban desde 1901 deshacerse de los monarcas, decidieron actuar. El 29 de mayojul./ 11 de junio de 1903greg. tuvo lugar un golpe de Estado en Belgrado, y el palacio real fue ocupado. Curiosamente, el líder de los insurrectos era el hermano del difunto primer marido de la reina Draga, el coronel Alejandro Mašin, junto con el coronel Naumović. Tras pasar horas escondidos en el vestidor de la reina, los asaltantes capturaron a la pareja real, que fue brutalmente asesinada. Sus cuerpos mutilados fueron arrojados por el balcón. También asesinaron a los hermanos de Draga y a varios funcionarios, incluyendo al primer ministro y otros miembros del gabinete.
Tras el sangriento fin de la dinastía Obrenović, la dinastía rival, los Karađorđević, ascendieron al trono serbio.
La Condecoración de la Reina Draga de Serbia fue instituida en su honor el 7 de abril de 1902. Esta medalla fue otorgada a las damas por "lograr un trabajo caritativo meritorio".
Su nombre, Draga, se traduce al español como Querida.

## Títulos y tratamientos
Esta tabla aún no está actualizada. Puedes contribuir aportando información sobre títulos y tratamientos de esta persona.

## Distinciones honoríficas

### Distinciones honoríficas serbias
- Dama Gran Cruz de la Orden de Miloš el Grande (05/08/1900).[31][4]
- Dama Gran Cruz de la Orden del Águila Blanca (05/08/1900).[32]

## Ancestros
|  |                                                                            |  |  |  |  |  |  |  |  |  |  |  |  |  |  |  |
|  | 4. Comandante Nikola Milićević, presidente del Tribunal Regional de Rudnik |  |  |  |  |  |  |  |  |  |  |  |  |  |  |  |
|  |                                                                            |  |  |  |  |  |  |  |  |  |  |  |  |  |  |  |
|  |                                                                            |  |  |  |  |  |  |  |  |  |  |  |  |  |  |  |
|  | 2. Pantelija Milićević, prefecto del distrito de Aranđelovac               |  |  |  |  |  |  |  |  |  |  |  |  |  |  |  |
|  |                                                                            |  |  |  |  |  |  |  |  |  |  |  |  |  |  |  |
|  |                                                                            |  |  |  |  |  |  |  |  |  |  |  |  |  |  |  |
|  | 10. Anastasije Čarapić, voivoda del distrito de Gročanske                  |  |  |  |  |  |  |  |  |  |  |  |  |  |  |  |
|  |                                                                            |  |  |  |  |  |  |  |  |  |  |  |  |  |  |  |
|  |                                                                            |  |  |  |  |  |  |  |  |  |  |  |  |  |  |  |
|  | 5. Đurđija Čarapić                                                         |  |  |  |  |  |  |  |  |  |  |  |  |  |  |  |
|  |                                                                            |  |  |  |  |  |  |  |  |  |  |  |  |  |  |  |
|  |                                                                            |  |  |  |  |  |  |  |  |  |  |  |  |  |  |  |
|  | 11. Ivana                                                                  |  |  |  |  |  |  |  |  |  |  |  |  |  |  |  |
|  |                                                                            |  |  |  |  |  |  |  |  |  |  |  |  |  |  |  |
|  |                                                                            |  |  |  |  |  |  |  |  |  |  |  |  |  |  |  |
|  | 1. Draga Obrenović, Reina consorte de Serbia                               |  |  |  |  |  |  |  |  |  |  |  |  |  |  |  |
|  |                                                                            |  |  |  |  |  |  |  |  |  |  |  |  |  |  |  |
|  |                                                                            |  |  |  |  |  |  |  |  |  |  |  |  |  |  |  |
|  | 3. Anđelija Koljević                                                       |  |  |  |  |  |  |  |  |  |  |  |  |  |  |  |
|  |                                                                            |  |  |  |  |  |  |  |  |  |  |  |  |  |  |  |
|  |                                                                            |  |  |  |  |  |  |  |  |  |  |  |  |  |  |  |